# Enhydrias
Enhydrias é um género botânico pertencente à família hydrocharitaceae.